# Acheilognathus elongatus
Acheilognathus elongatus là một loài cá vây tia trong họ Cyprinidae. Loài cá này có thân màu trắng bạc với bề mặt lưng màu ô liu. Loài này chỉ được tìm thấy ở Trung Quốc trong vùng nước nông dọc bờ hồ. Chúng phát triển đến chiều dài tối đa 7 cm.
Loài cá này hiện đang được liệt kê như là cực kỳ nguy cấp vì môi trường sống ở hồ Dianchi đang bị đe dọa do ô nhiễm nguồn nước, gây ra sự tàn phá của hai mảnh vỏ của nó, đó là điều cần thiết để ấp trứng. Tương tự như vậy, đê nhân tạo và kèm theo các hồ cho đất nông nghiệp đang gây ra sự xuống cấp của môi trường sống của loài cá này.